# Mauricio Ochmann
Mauricio Ochmann (Celayi, 16. studenoga 1977.) je meksički glumac.

## Životopis
Mauricio je sin Židovke i Armenca a još kao dijete priključio se lokalnoj kazališnoj skupini. U dobi od 16 godina nastupio je u Hector Suarezovoj TV komediji "La otra cosa". S 19. godina seli u Los Angeles i studira u "Joanne Baron Studio" u Santa Monici. 
Nakon tri godine raznih castinga dobiva malu ulogu filmu "Message in a botle" a zatim u tv seriji "Latino Green". Nakon poziva da nastupi u telenoveli  "La casa en la playa" u Televisinoj produkciji, Mauricio umjesto toga prelazi na TV Aztecu i glumi u telenoveli "Azul Tequila" zajedno s Barbarom Mori. Nakon nekoliko odrađenih serija za Tv Aztecu za ulogu u predstavi "Equus" dobiva nagradu za najboljeg mladog kazališnog glumca u Meksiku. 
Nakon toga zajedno s Lorenom Rojas nastupa u jednoj od najuspješnijh telelnovela "Como en el cine". 2003. godine vraća se na film i glumi u "Ladies Night" i "7 mujeres, 1 homosexual y Carlos". U međuvremenu još glumi u nekoliko niskobudžetnih meksičkih filmova. 
2007. godine u jednoj meksičkom talk showu priznaje da je bio ovisan o kokainu i kako je bio pred vratima smrti, no uz pomoć vjere uspio se odviknuti od poroka koji ga je pratio još od mladih dana.

## Filmografija
- El clon (2010.)
- Victorinos (2009.)
- Victoria (2007.)
- Dame chocolate (2007.)
- Decisiones (2007.)
- Corazon marchito (2007.)
- Marina (2006.)
- Amarte asi (2005.)
- Ver, oir y callar (2005.)
- Tres (2005.)
- 7 mujeres, 1 homosexual y Carlos (2004.)
- Ladies' Night (2003.)
- Mirada de mujer: El regreso (2003.)
- Como en el cine (2001.)
- That's Life (2000.)
- Message in a Bottle (1999.)
- Hablame de amor (1999.)
- Azul tequila (1998.)
- La cosa (1997.)